# سن الیزاریو (تگزاس)
سن الیزاریو (به انگلیسی: San Elizario) یک شهر در ایالات متحده آمریکا است که در شهرستان ال پاسو، تگزاس واقع شده‌است. سن الیزاریو ۲۶٫۷ کیلومتر مربع مساحت و ۱۳٬۶۰۳ نفر جمعیت دارد و ۱٬۱۱۰ متر بالاتر از سطح دریا واقع شده‌است.